# Pertusaria constricta
Pertusaria constricta är en lavart som beskrevs av Erichsen. Pertusaria constricta ingår i släktet Pertusaria och familjen Pertusariaceae.   Inga underarter finns listade i Catalogue of Life.